# 瑞安房地產
瑞安房地產有限公司（英語：Shui On Land Limited，港交所：0272）成立於2004年，是一家在香港交易所上市的地產公司，為瑞安集團在中國房地產業的旗艦公司，主要在中國各大城市開發房及投資地產項目、建築承建以及建築材料業務。瑞安新天地為其下屬子公司。

## 董事會
董事會共由十名成員組成，包括四名執行董事和六名獨立非執行董事。
執行董事
- 羅康瑞先生（董事會主席） 55.71% 受控法團權益
- 羅寶瑜女士 55.69% 受控法團權益
- 王穎女士（行政總裁）
- 孫希灝先生（財務總裁、投資總裁）

獨立非執行董事
- 白國禮教授
- 麥卡錫 • 羅傑博士
- 邵大衛先生
- 黎定基先生
- 沈達理先生
- 吳雅婷女士

## 年表
- 瑞安房地產曾於2006年6月公開招股，但在截至認購的最後階段緊急擱置上市計劃。集團其後於2006年10月於成功於香港交易所上市。
- 2013年11月29日瑞安房地產將位於重慶企業天地的辦公樓及815個地下停車位（總建築面積逾11萬平方米）。以24.12億元人民幣（約30.54億港元）出售給北京的陽光人壽（Sunshine Life Insurance）。
- 2013年12月3日瑞安房地產宣佈，向一家名為泓泰的公司，出售旗下持有瀋陽項目二期瀋陽市皇姑區在建工程發展項目的間接全資附屬公司柏喬投資的80%權益，總代價約為14.76億元（約人民幣11.68億元）。
- 2013年12月4日，瑞安房地產出售上海黃浦區太平橋開發項目99%權益，予中國人壽信託，總代價33.23億元人民幣，相當於42.06億港元。
- 2014年8月，瑞安房地產宣佈向鷹君集團出售上海虹橋天地酒店及上海新天地朗廷酒店股權。其中上海虹橋天地酒店股權以9.65亿元人民幣出售。[2]
- 2015年7月23日，領展宣佈以66.26億人民幣（約82.64億港元）相當每平方米7.94萬元人民幣，向瑞安房地產有限公司收購上海黃浦區湖濱路202號、湖濱路222號及黃陂南路333號兩棟名為「企業天地1號」及「企業天地2號」之優質甲級辦公大樓，以及連接兩者的商業群樓及沿街商舖及停車場。
- 2015年12月10日，瑞安房地產以總代價57億元人民幣（約68.7億港元），向李錦記健康產品集團及萬科置業（香港）旗下各佔90%和10%的合營公司Bayline Global Limited岀售上海「企業天地3號」，李錦記健康產品集團將委託萬科旗下公司V Capital負責該項目未來的整體資產管理。
- 2017年10月，瑞安房地產以29.49億人民幣出售創智天地和楊浦物業49%權益。[3]
- 2017年11月，瑞安房地產以31.6億人民幣出售大連天地項目公司。[4]
- 2017年12月，瑞安房地產以11.44億人民幣收購上海新灣景置業有限公司全部股權，該公司持有2棟位於上海楊浦區的辦公室大樓建發君逸大廈。[5]
- 2018年6月，瑞安房地產以45.89億人民幣出售上海瑞虹新城49.5%權益。[6]
- 2018年6月20日，瑞安房地產與宏利保險和中國人壽信託有限公司共同成立的瑞安房地產核心+辦公樓投資平台——SCOV——完成首項收購，以總代價65億港元（56.9億元人民幣）購入位於上海新天地的甲級辦公樓上海企業天地5號。
- 2018年7月5日中國太平洋保險瑞安房地產，上海永業集團各佔75%，25%和5%的合營公司上海瑞永景房地產開發有限公司以136.1億元人民幣投得黃浦區淮海中路街道123、124、132街坊地塊。
- 2021年2月3日瑞安房地產與高富諾集團（Grosvenor Asia Pacific Ltd）宣佈，各佔50%權益的合資公司，購入江蘇省南京市秦淮區漢中路1號南京國際金融中心，總建築面積為109196平方米，包括45層甲級辦公樓、7層零售樓層和278個地下停車位。

## 物業發展
| 上海 - 太平桥地区重建项目 - 上海新天地 - 企业天地 - 召楼天地 - 创智天地 - 翠湖天地（住宅項目，2002年推出一期，位於黃浦區黃陂南路、順昌路的新天地、太平橋公園、淮海路商圈區塊，2020年6月5日推出第五期） - 瑞安广场 - 瑞虹新城 - 瑞虹天地 - 虹桥天地 - 创智天地 - 鸿寿坊 - 蟠龙天地 | 武汉 - 武汉天地 - 长江天地项目总占地面积约33公顷，总建筑面积约115万平方米 - 光谷创新天地 广东 - 佛山岭南天地 - 东华嘉苑 |  |

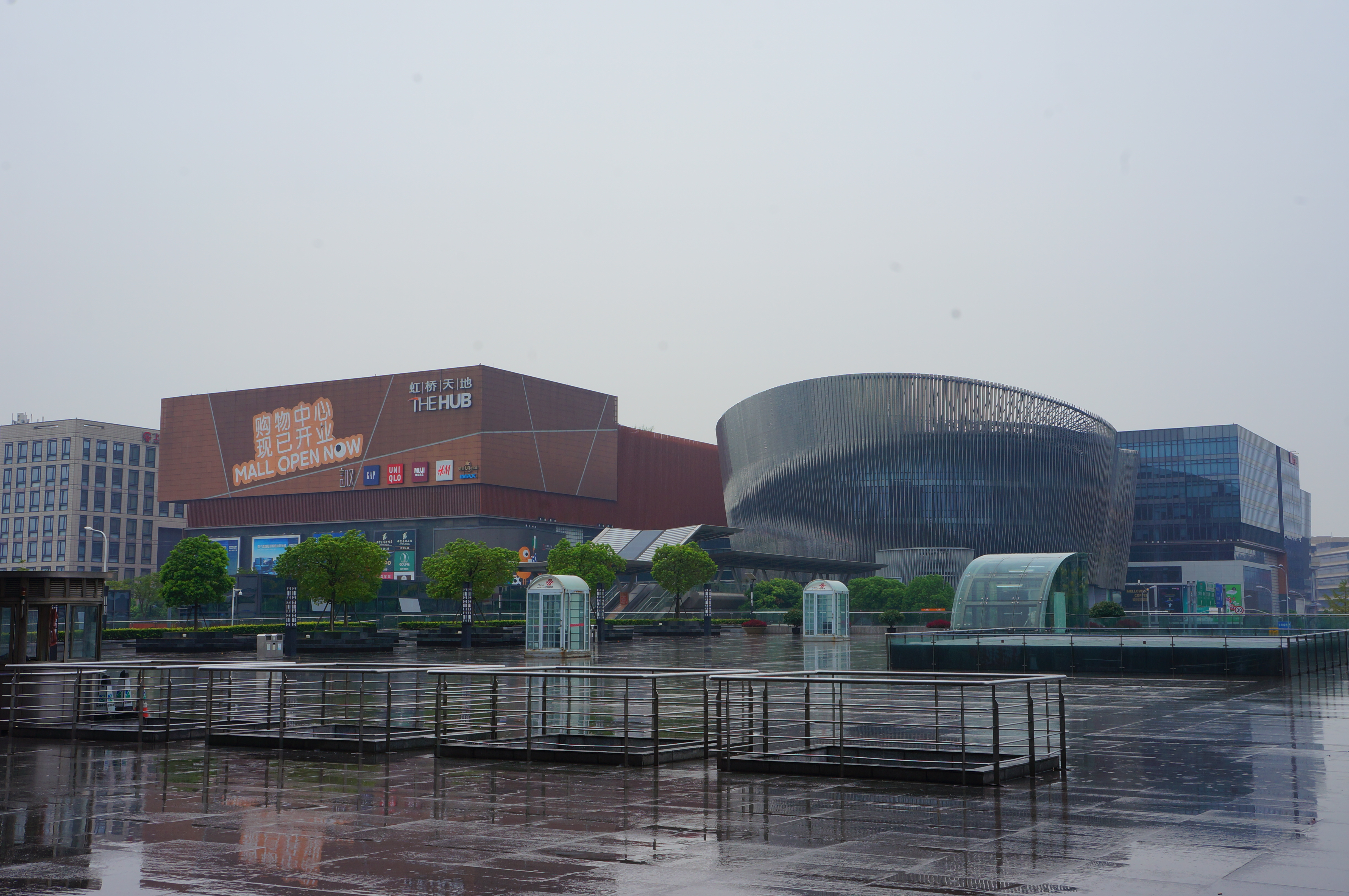
虹桥天地

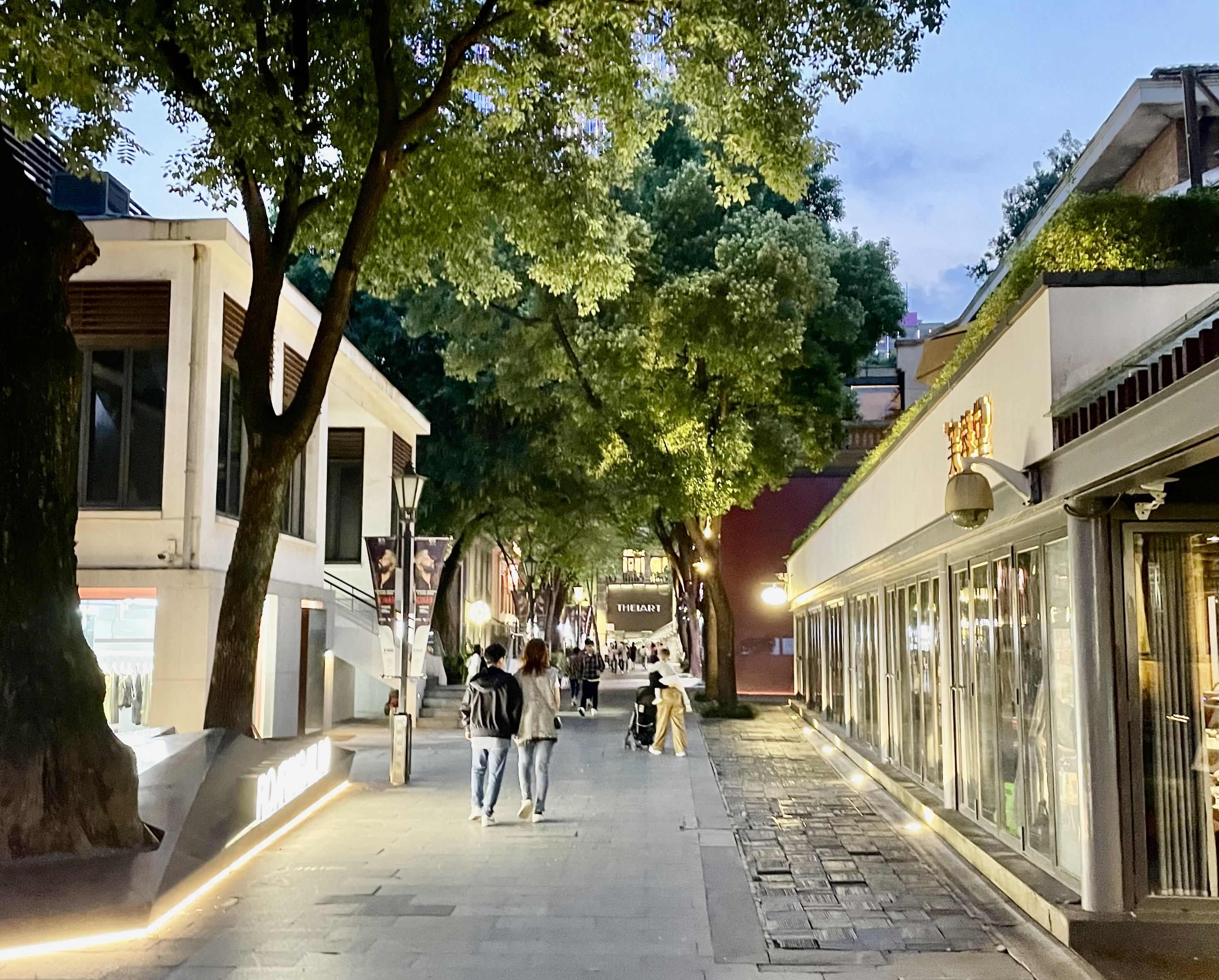
武汉天地

## 外部連結
- 瑞安集團 （页面存档备份，存于）
- 瑞安房地產官方網頁 （页面存档备份，存于）
- 瑞安房地產“瘦身”重啟上市 （页面存档备份，存于）